# シレニック語
シレニック語（シレニックご、Sirenik language）は消滅したエスキモー・アレウト語族の言語である。シレニック・ユピック語（Sirenik Yupik）とも言う。ロシアチュクチ半島チュクチ自治管区のシレニキ村で話される。話者の言語交替が起こり死語となった。1997年、最後の母語話者、Vyjye (Valentina Wye) (ロシア語: Выйе) が亡くなったことで、消滅した。消滅以降、全てのシレニック人はシベリア・ユピック語またはロシア語を使っている。